# سكوت كارترايت
سكوت كارترايت (بالإنجليزية: Scott Cartwright)‏ هو لاعب اتحاد الرغبي نيوزلندي، ولد في 7 يناير 1954 في كرايستشرش في نيوزيلندا.